# Thomas Henry Wyatt
Pour les articles homonymes, voir Wyatt.
Thomas Henry Wyatt (9 mai 1807-5 août 1880) est un architecte anglo-irlandais. Il a une carrière prolifique et distinguée, étant élu président du Royal Institute of British Architects 1870-1873 et recevant sa médaille d'or royale pour l'architecture en 1873. De son vivant, sa réputation est en grande partie celle d'une figure sûre de l'establishment, et l'évaluation critique est moins favorable plus récemment, notamment en comparaison avec son frère cadet, le plus connu Matthew Digby Wyatt.

## Vie personnelle et familiale
Wyatt est né à Lough-Glin House, dans le comté de Roscommon. Son père Matthew Wyatt (1773-1831) est avocat et magistrat de police de Roscommon et Lambeth. On suppose que Wyatt s'installe à Lambeth avec son père en 1825 et se lance ensuite dans une carrière de marchand naviguant vers la Méditerranée, en particulier vers Malte.
Il épouse sa cousine germaine Arabella Montagu Wyatt (1807-1875). Elle est la deuxième fille de son oncle Arthur qui est agent du duc de Beaufort. Cela consolide sa pratique au Pays de Galles.
Il vit et exerce au 77 Great Russell Street. Il y meurt le 5 août 1880, laissant une succession de 30 000 £. Il est enterré à l'église St Lawrence, Weston Patrick.

## Carrière
La première formation de Wyatt se déroule dans le cabinet de Philip Hardwick où il travaille jusqu'en 1832 et participe aux travaux de Goldsmiths Hall, de la gare d'Euston et des entrepôts des Docks de St Katharine.
Il commence à exercer à son propre compte en 1832 lorsqu'il est nommé arpenteur de district de Hackney (poste qu'il occupe jusqu'en 1861). En 1838, il a acquis le soutien substantiel du duc de Beaufort, du comte de Denbigh et de Sidney Herbert, et David Brandon le rejoint en tant qu'associé. Ce partenariat dure jusqu'en 1851.
Le fils de Wyatt, Matthew (1840-1892), devient l'associé de son père en 1860.
Wyatt travaille dans de nombreux styles allant du style italien de Wilton au gothique de plusieurs de ses églises. Sa pratique est étendue avec une grande quantité de travail dans le Wiltshire en grande partie en raison de sa position officielle et du patronage de la famille Herbert, et dans le Monmouthshire grâce à la connexion Beaufort.
Wyatt obtient de nombreux travaux dans le Wiltshire, notamment la construction de 20 églises, après avoir offert ses services gratuitement à la Salisbury Diocesan Church Building Association en 1836. Julian Orbach considère que la grande nouvelle église de Wilton – « à une échelle héroïque » – a fait la réputation de Wyatt.
The Hendre est construit en 1837/9 près de Monmouth pour la famille Rolls. Llantarnam Abbey est construite en 1834/1835 pour Reginald Blewitt : un grand manoir de style élisabéthain, construit sur un site d'une ancienne abbaye. De nouveau une abbaye, elle est propriété des Sœurs de Saint-Joseph.
L'église Saint-Thomas-le-Martyr de Monmouth est rénovée par Wyatt.
Usk Sessions House est construite en 1875-1877.